# Idiocera (Idiocera) involuta
Idiocera (Idiocera) involuta is een tweevleugelige uit de familie steltmuggen (Limoniidae). De soort komt voor in het Oriëntaals gebied.